# Piranga hepatica
A Piranga hepatica a madarak osztályának verébalakúak (Passeriformes) rendjébe és a kardinálispintyfélék (Cardinalidae) családjába tartozó faj.

## Rendszerezése
A fajt Carl von Linné svéd természettudós írta le 1758-ban, a Pyranga nembe Pyranga hepatica néven.

## Alfajai
- Piranga hepatica albifacies J. T. Zimmer, 1929
- Piranga hepatica dextra Bangs, 1907
- Piranga hepatica figlina Salvin & Godman, 1883
- Piranga hepatica hepatica Swainson, 1827
- Piranga hepatica savannarum T. R. Howell, 1965[2]

## Előfordulása
Az Amerikai Egyesült Államok, Mexikó, Belize, Costa Rica, Guatemala, Honduras, Nicaragua, Panama, Salvador, Trinidad és Tobago, valamint Bolívia, Brazília, Ecuador, Kolumbia, Francia Guyana, Guyana, Peru, Suriname és Venezuela területén honos. Elterjedései területe egyes szervezeteknél Dél-Amerikát nem tartalmazza. 
Természetes élőhelyei a szubtrópusi vagy trópusi síkvidéki és hegyi esőerdők, mocsári erdők, száraz erdők és szavannák, valamint másodlagos erdők. Vonuló faj.

## Megjelenése
Testhossza 18 centiméter, testtömege 23-47 gramm.
|  |  |

## Természetvédelmi helyzete
Az elterjedési területe rendkívül nagy, egyedszáma pedig növekszik. A Természetvédelmi Világszövetség Vörös listáján nem fenyegetett fajként szerepel.